# Jethou

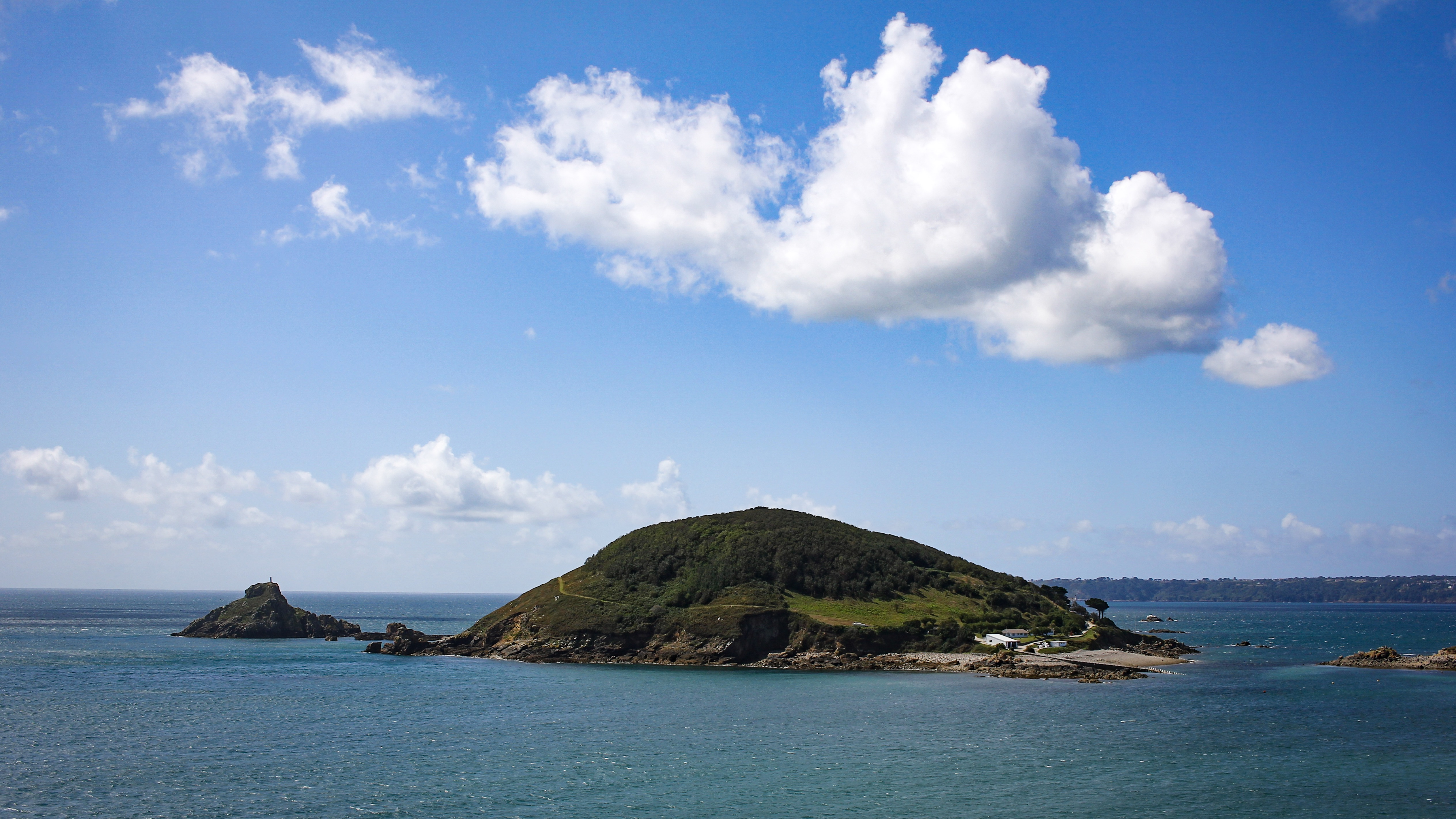
Jethou sedd från ön Herm

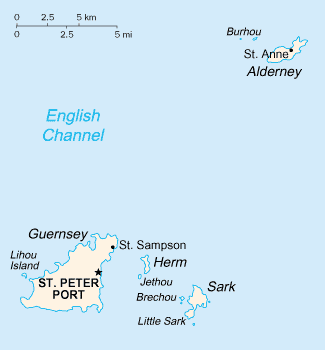
Karta över Kanalöarna. Jethou ligger precis söder om Herm.

Jethou är en liten ö i Kanalöarna utanför Frankrikes kust. Det blev engelskt 1416, men tillhör numera Guernsey.